# 松鼠
松鼠科（學名：Sciuridae），是哺乳綱啮齿目一個科，其下包括松鼠亞科（Sciurinae）和非洲地松鼠亞科（Xerinae），特徵是長着毛茸茸的長尾巴。本科和與其親緣關係接近的動物组成松鼠形亞目（Sciuromorpha）。

## 下属分类
本科包括以下属：
- Aepyosciurus Wang & Qiu, 2003
- 沟牙鼯鼠属 Aeretes G.M.Allen, 1940
- 黑飛鼠屬 Aeromys Robinson & Kloss, 1915
- Albanensia Daxner-Hock & Mein, 1975
- Aliveria de Bruijn, van der Meulen, Katsikatsosan der Meulen & Katsikatsos, 1980
  - Aliveria brinkerinki de Bruijn et al., 1980
  - Aliveria mojmiri[1]
  - Aliveria luteyni de Bruijn et al., 1980
- 羚松鼠屬 Ammospermophilus Merriam, 1892
- Aragoxerus Cuenca Bescós, 1988
- Arctomyoides Bryant, 1945
- Atlantoxerus Forsyth Major, 1893
- 毛耳飞鼠属 Belomys Thomas, 1908
- 比氏鼯鼠屬 Biswamoyopterus Saha, 1981
- Blackia Mein, 1970
- 麗松鼠屬 Callosciurus Gray, 1867
- Callospermophilus Merriam, 1897
- Cedromus Wilson, 1949
- Comtia Vianey-Liaud, Comte, Marandat, Peigné, Rage & Sudre, 2014
- Cynomyoides Korth, 1996
- 草原犬鼠属 Cynomys Rafinesque, 1817
- 長吻松鼠屬 Dremomys Heude, 1898
- Drenwmys
- Eoglaucomys A.H.Howell, 1915
- 非洲棕櫚松鼠屬 Epixerus Thomas, 1909
- 绒鼯鼠属 Eupetaurus Thomas, 1888
- Eutamias Trouessart, 1880
- Euxerus Thomas, 1909
- Exilisciurus Moore, 1958
- Forsythia Mein, 1970
- Freudenthalia Cuenca Bescós, 1988
- Funambulus Lesson, 1835
- 非洲松鼠屬 Funisciurus Trouessart, 1880
- Geosciurus
- Getuloxerus Lavocat, 1961
- Glaucomas
- 美洲飞鼠属 Glaucomys Thomas, 1908
- 雕松鼠屬 Glyphotes Thomas, 1898
- Guerlinguetus Gray, 1821
- 太阳松鼠属 Heliosciurus Trouessart, 1880
- Hesperopetes Emry & Korth, 2007
- Heteroxerus Stehlin & Schaub, 1951
- 箭尾飞鼠属 Hylopetes Thomas, 1908
- Hylopetodon Qiu, 2002
- 長鼻松鼠屬 Hyosciurus Archbold & Tate, 1935
- Ictidomys J.A.Allen, 1877
- 喜鸣飞鼠属 Iomys Thomas, 1908
- Kherem Minjin, 2004
- Kubwaxerus Cifelli, Ibui, Jacobs & Thorington, 1986
- Lagrivea Mein & Ginsburg, 2002
- 線松鼠屬 Lariscus Thomas & Wroughton, 1909
- 旱獺屬 Marmota Blumenbach, 1779
- Meinia Qiu, 1981
- Menetes Thomas, 1908
- 倭松鼠属 Microsciurus J.A.Allen, 1895
- Miopetaurista Kretzoi, 1962
- Miosciurus Black, 1963
- Miospermophilus Black, 1963
- Myosciurus Thomas, 1909
- Nannosciurus Trouessart, 1880
- Neopetes Daxner-Höck, 2004
- Neotamias (Howell, 1929)
- Notocitellus A.H.Howell, 1938
- Notosciurus Allen, 1914
- Nototamias Pratt & Morgan, 1989
- Oligopetes Heissig, 1979
- Oligosciurus Wang & Qiu, 2004
- Oligospermophilus Korth, 1987
- Oriensciurus Qiu & Yan, 2005
- Otospermophilus Brandt, 1844
- Paenemarmota Hibbard & Schultz, 1948
- Palaearctomys Douglass, 1903
- Palaeosciurus Pomel, 1852
- Parapaenemarmota Martin, 1998
- Parapetaurista Qiu & Liu, 1986
- Paratamias Tedrow, Robison & Korth, 2001
- 非洲條紋松鼠屬 Paraxerus Forsyth Major, 1893
- Petauria Dehm, 1962
- 小飛鼠屬 Petaurillus Thomas, 1908
- 鼯鼠属 Petaurista Link, 1795
- Petauristodon Engesser, 1979
- 低泡飛鼠屬 Petinomys Thomas, 1908
- Plesiosciurus Qiu & Liu, 1986
- Pliopetaurista Kretzoi, 1962
- Pliopetes Kretzoi, 1959
- Pliosciuropterus Sulimski, 1964
- Poliocitellus A.H.Howell, 1938
- Prosciurillus Ellerman, 1947
- Prospermophilus Qiu & Storch, 2000
- Protosciurus Black, 1963
- Protospermophilus Gazin, 1930
- 非洲巨松鼠屬 Protoxerus Forsyth Major, 1893
- 欧亚飞鼠属 Pteromys G.Cuvier, 1800
- 煙青飛鼠屬 Pteromyscus Thomas, 1908
- 巨松鼠屬 Ratufa Gray, 1867
- 溪松鼠 Rheithrosciurus Gray, 1867
- Rhinosciurus Blyth, 1856
- Rubrisciurus Ellerman, 1954
- Sabara Viriot, Peláez-Campomanes, Vignaud, Andossa, Makaye & Brunet, 2011
- Sarybulakia Shevyreva & Baranova, 2003
- Sciurillus Thomas, 1914
- Sciurion Skwara, 1986
- 岩松鼠屬 Sciurotamias Miller, 1901
- 松鼠屬 Sciurus Linnaeus, 1758
- Shuanggouia Qiu & Liu, 1986
- Similisciurus Stevens, 1977
- Sinotamias Qiu, 1991
- Spermophilinus de Bruijn & Mein, 1968
- Spermophilopsis Blasius, 1884
- 黃鼠屬 Spermophilus F.Cuvier, 1825
- 馬尾松鼠屬 Sundasciurus Moore, 1958
- 山松鼠属 Syntheosciurus Bangs, 1902
- 花鼠属 Tamias Illiger, 1811
- 美洲紅松鼠屬 Tamiasciurus Trouessart, 1880
- 條紋松鼠屬 Tamiops J.A.Allen, 1906
- 复齿鼯鼠属 Trogopterus Heude, 1898
- Urocitellus Obolenskij, 1927
- Vulcanisciurus Lavocat, 1973
- Xerospermophilus Merriam, 1892
- 非洲地松鼠 Xerus Hemprich & Ehrenberg, 1833

## 分布
广泛分布于除大洋洲和南极洲之外的各大洲。

## 特徵
松鼠一般體形細小，可以小至如非洲小松鼠的7－10厘米長、約10克重，大至如旱獺（土撥鼠）的53－73厘米長、約5－8公斤重。松鼠前後肢間無皮翼，四肢強健，趾有銳爪，爪端呈鉤狀，雌性個體比雄性個體稍重一些。花鼠屬與松鼠屬其臉頰內側有頰囊的構造，能儲存很多食物。尾毛密長而且蓬鬆，四肢及前後足均較長，但前肢比後肢短。耳殼發達，前折時可達眼，冬季耳端具一撮黑色長毛束。
松鼠個體毛色差異較大，為青灰色、灰色、褐灰色、深灰色和黑褐色等等。隨著地區的差異，毛色也有變化，如遼寧松鼠的顏色偏灰，而中國南方的松鼠顏色則較黑。此外，毛色還受季節的影響，冬毛灰或灰褐色，夏毛黑或黑褐色。

## 生活習性
松鼠一般以植食性為主，食物主要是種子和果仁，也會吃鸟蛋，水果如櫻桃、草莓等。部分物種會食昆蟲，其中一些熱帶物種更會為捕食昆蟲而進行遷徙，甚至叼走山雀雛鳥。
松鼠多在春、夏季發情，發情期大約為兩個星期左右。松鼠繁殖的適齡期，雌性為8－9周齡，雄鼠為9－10周齡。在非繁殖季節，雌雄性成體分別佔據一定的地方作為自己生活的活動範圍。在野外，雌性保護一定面積的地盤是為了保護食物，其內不允許其他同種個體進入，對雄性個體也是如此。但是在繁殖季節，則明顯地放鬆對領域範圍的保護，允許雄性個體進入。
松鼠懷孕的時間大約為35－40天，每年能產3胎左右，每次能產4－6隻。初生松鼠體形很小，看不見東西，以母體乳汁作為全部營養需求的來源。松鼠發育很慢，生下將近30天時才睜開眼睛。至一個半月時，小松鼠才願意到室外進行活動。

## 相关文化
- 松鼠在某些地方（如葡萄牙）被视为幸运和丰产的象征。
- 松鼠因外形可爱，部分人将其作为宠物饲养。[5]
- 松鼠（主要为欧亚红松鼠）的毛皮在欧洲、俄罗斯等地区被广泛作为服装材料。
- 美国（尤其南部）、英国、日本北海道等部分地区食用松鼠肉。
- 中国明朝中后期以来的陶器和漆器，多有以松鼠为图案的作品。
- 北欧神话中，世界之树上居住着一只松鼠“拉塔托斯克”（Ratatöskr），喜欢挑拨离间。
- 在松鼠出沒的地區，松鼠常導致部分地區停電。詳見松鼠造成的停電（英语：Electrical_disruptions_caused_by_squirrels）。

### 动画角色
- 松鼠特务
- 松鼠和刺猬
- 小松鼠老友记 （页面存档备份，存于）
- 珊迪·奇克斯 （页面存档备份，存于）
- 鼠奎特 (冰川时代)
- 索立 (抢劫坚果店) （页面存档备份，存于）
- 哈密 (篱笆墙外)
- 酷松鼠洛德 （页面存档备份，存于）
- 妙酷鼠 (丛林大反攻)
- 蹦蹦 (熊出没)
- 松鼠奇褔 (小松鼠的欢乐生活)

### 漫画角色
- 松鼠绿灯侠 （页面存档备份，存于）：美国DC漫画旗下超级英雄，初次登场于《绿灯侠》（Green Lantern）第148期（1982年1月）。
- 松鼠女孩：美国漫威漫画旗下超级英雄，初次登场于《漫威超级英雄》（Marvel Super-Heroes）第8期（1992年1月）。

### 小说
- 弗罗拉与松鼠侠 （页面存档备份，存于），美国女作家凯特·迪卡米洛著，于2013年出版；2021年美国迪士尼频道推出同名改编电影 （页面存档备份，存于）。

### 吉祥物
- UC优视（一只橙色松鼠，曾有相关手游《UC松鼠大战》）
- Krita（电子松鼠琪琪）

### 商标
- UC浏览器
- 三只松鼠

### 料理
一些人會獵捕松鼠食用，像在美國很多地方，人們至今依舊獵捕松鼠來吃，就如歷史上所做的一般。
料理松鼠肉的食譜甚至出現在烹飪書上，像是例如《James Beard的美國廚藝》（James Beard's American Cookery）以及1997年之前的《廚藝之樂》（The Joy of Cooking）等都有教人製作松鼠肉料理的內容。
在很多食譜中，松鼠肉都可作為兔肉或雞肉的替代品，且是在美國南方受歡迎的不倫瑞克燉肉的原始材料之一。其他類似的使用松鼠肉的燉肉包括了不孤燉肉以及南伊利諾巧達湯等等。
盡管松鼠肉脂肪含量低，但和其他野味不同的是，美國心臟協會的研究認為，松鼠肉膽固醇含量高。
松鼠無限（Squirrels Unlimited）每年都會在美國阿肯色州的本頓維舉辦世界松鼠料理大賽。
1997年，一群來自美國肯德基州的醫生在《柳葉刀》上發表了一篇文章，當中論及了五個庫賈氏症病例與當地食用松鼠腦的傳統之間可能的關聯，而庫賈氏症是一種罕見但嚴重、由普利昂蛋白引發的疾病。盡管作者強調說這只是可能性，而其假說未透過在病人死後對其腦組織進行解剖分析或在松鼠體內找到致病普利昂蛋白等作法證實；然而，《柳葉刀》的該篇文章依舊引發了包括《紐約客》雜誌及《紐約時報》在內的媒體的廣泛關注。一例在2015年發生在匹茲堡一個曾吃過松鼠腦的男人身上的庫賈氏症案例也出現類似的狀況：媒體關注這病患不尋常的飲食習慣，並將他的疾病歸咎於松鼠腦之上。最初對此病例做出報告的醫師之後澄清說他並不認定病因是松鼠肉。之後對病人腦組織的分析排除了他的庫賈氏症來自食物的可能性；而截至2018年為止，人們尚未發現松鼠罹患庫賈氏症的案例，而吃松鼠的習慣與庫賈氏症之間的關聯，迄今為止，也僅僅是臆測。

## 圖集

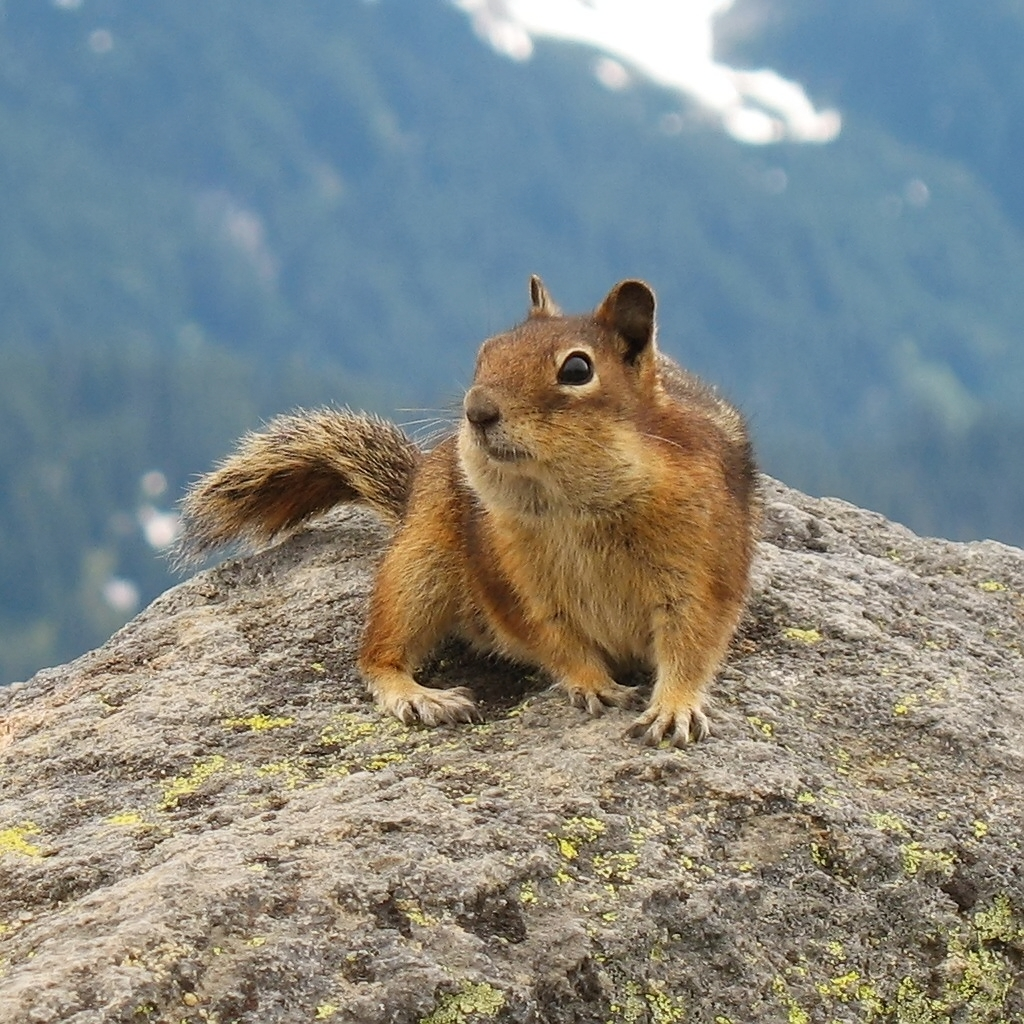
松鼠亞科的加利福尼亞金背黃鼠
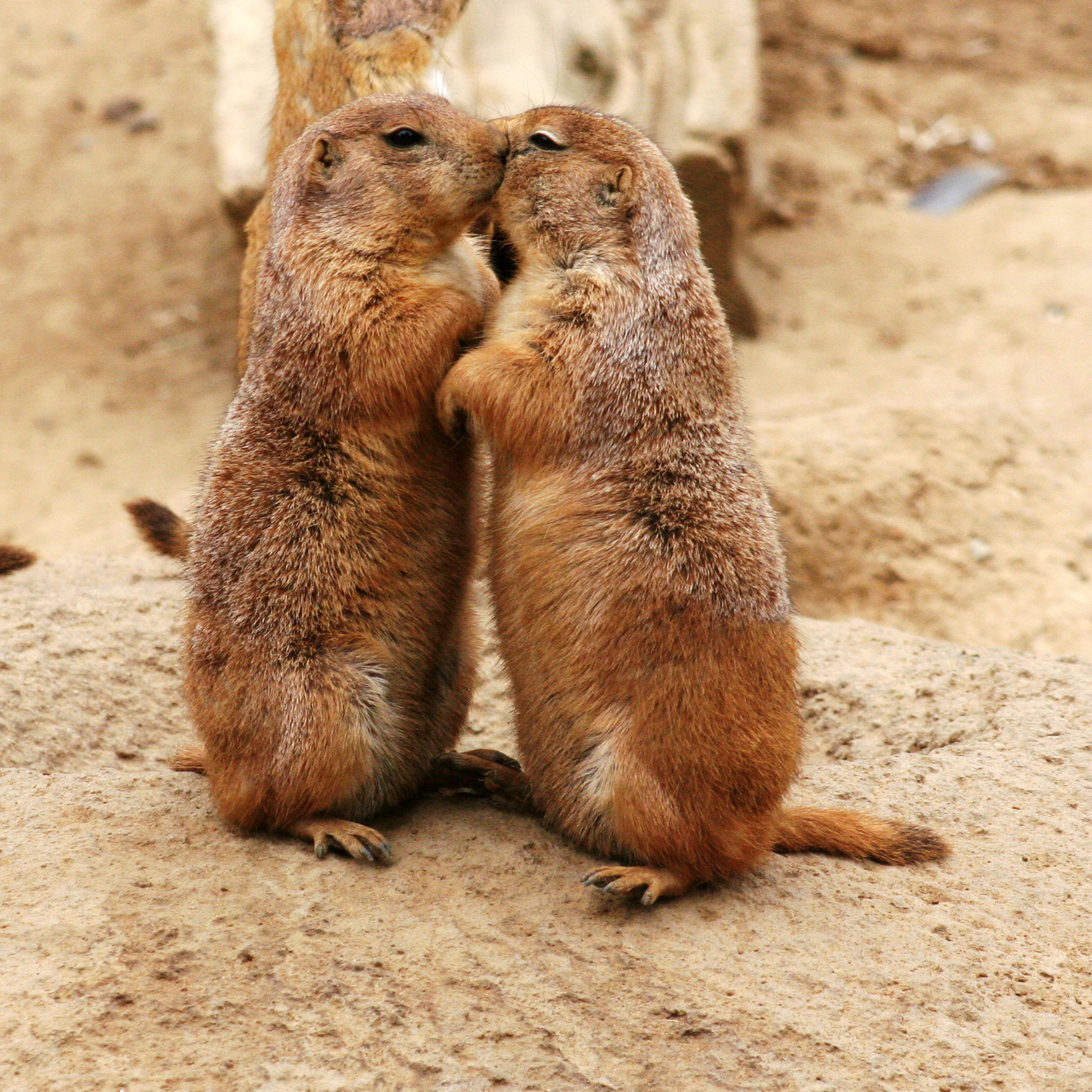
松鼠亞科的草原犬鼠
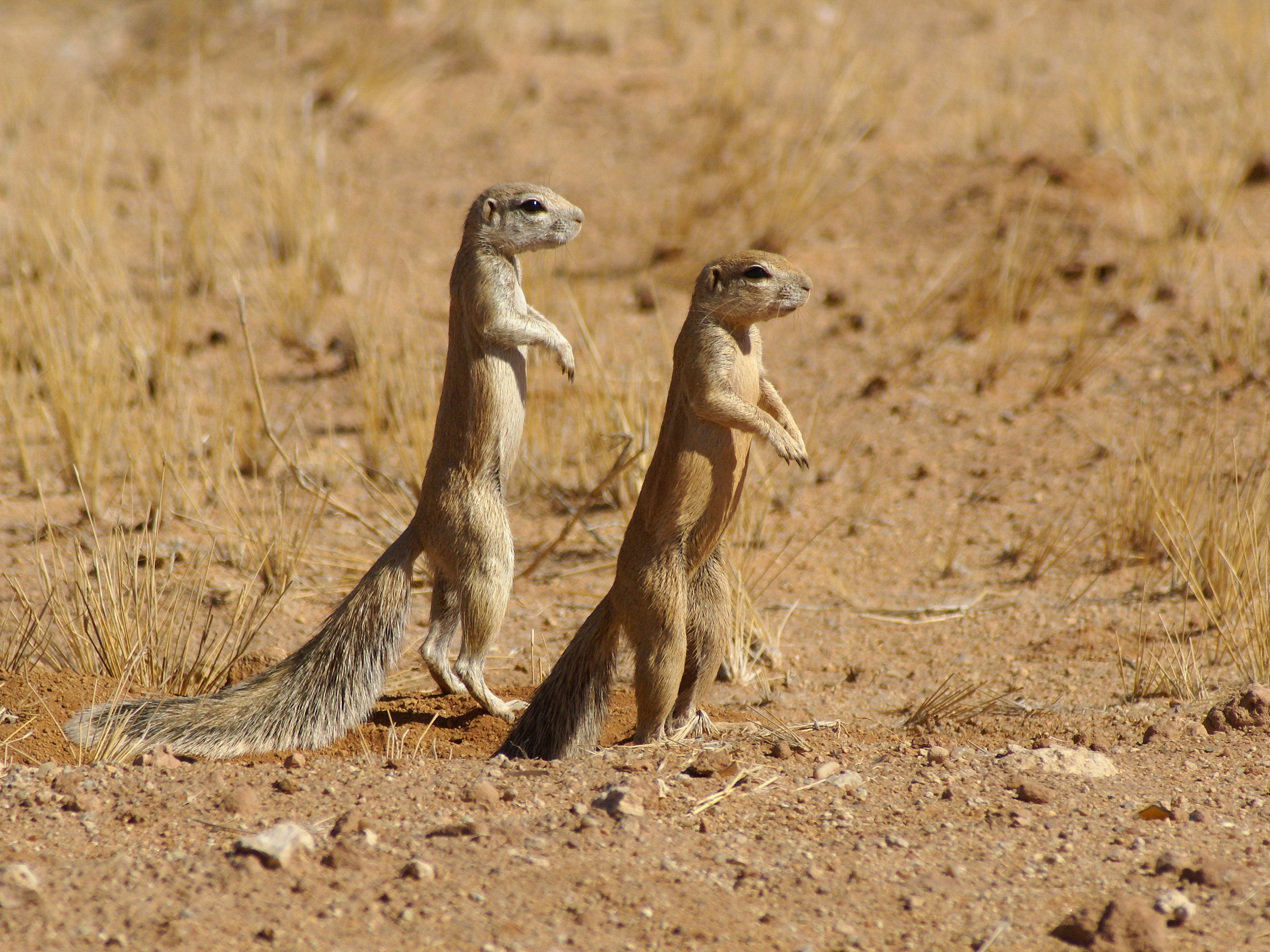
南非地松鼠（Xerus inauris）
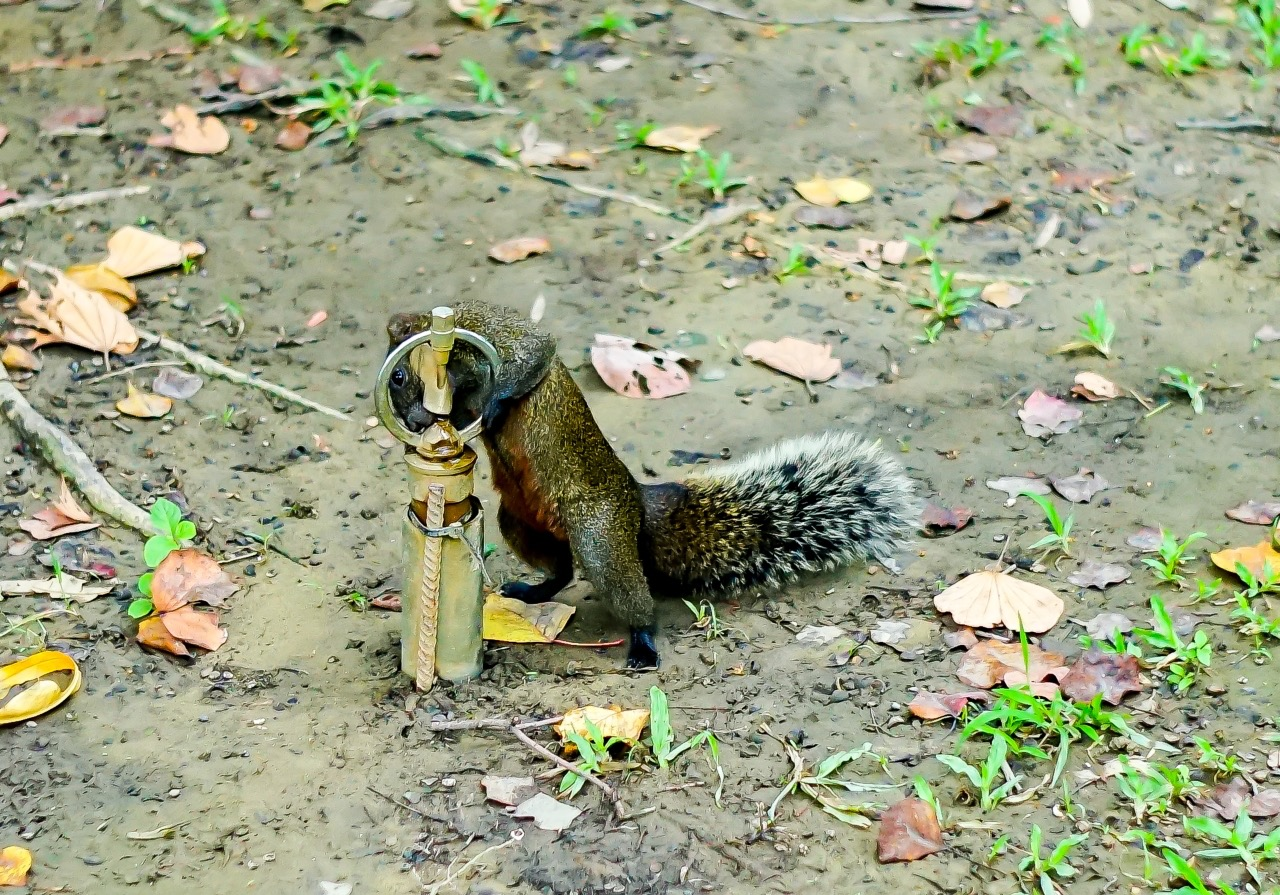
赤腹松鼠在公園喝水
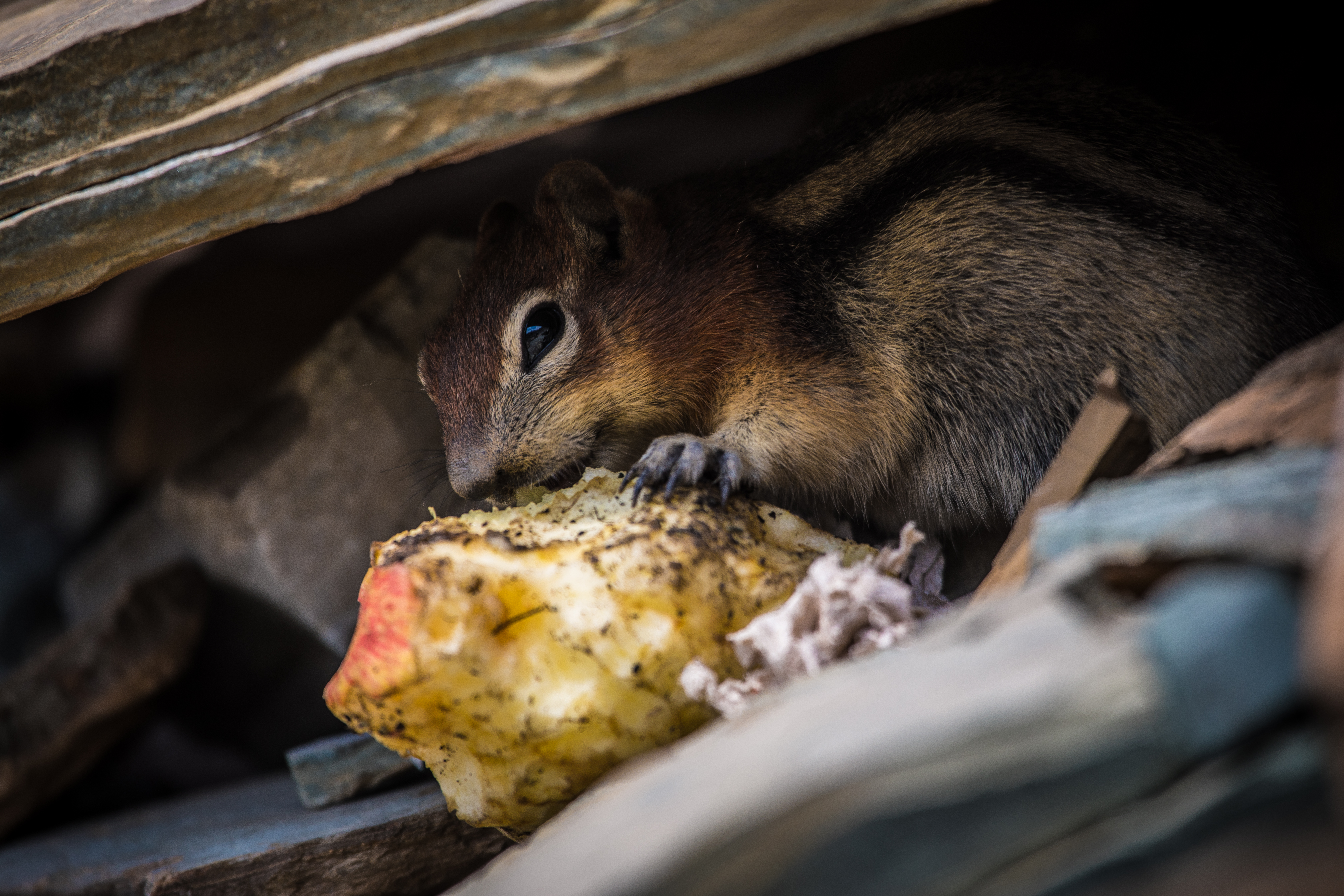
加利福尼亞金背黃鼠進食行山人士留下的蘋果